# 1663 год в науке
В 1663 году произошли различные научные и технологические события, некоторые из которых представлены ниже.

## События
- 20 ноября инквизиция внесла в Индекс запрещённых книг шесть сочинений Паскаля[1].
- Роберт Гук принят в члены Лондонского королевского общества..
- Немецкий физик Отто фон Герике изобрёл один из первых электростатических генераторов, производящих электричество трением — шар из серы, натираемый руками[2].

## Публикации
- Посмертно опубликованный трактат «Книга об игре в кости» (лат. Liber de ludo aleae) итальянского математика Джероламо Кардано, написанный ещё в 1526 году, стал большим вкладом в зарождающуюся теорию вероятностей[3].
- Шотландский астроном и математик Джеймс Грегори в трактате «Optica Promota» впервые детально описал устройство телескопа-рефлектора собственной конструкции («телескоп Грегори»). Он не делал попыток построить описанный им теоретически аппарат; работающий «рефлектор Грегори» реализовал Роберт Гук в 1673 году, когда рефлектор Ньютона (1668 год) уже был широко известен[4].

## Родились
См. также: Категория:Родившиеся в 1663 году
- 31 августа — Гийом Амонтон, французский физик и изобретатель, автор закона Амонтона, один из авторов идеи абсолютного нуля температуры, который оценил как равный минус 239,8 °C (умер в 1705 году)[5].

## Скончались
См. также: Категория:Умершие в 1663 году
- 28 декабря — Франческо Мария Гримальди, итальянский физик, открывший дифракцию и интерференцию света[6] (род. в 1618 году).